# Olsenella
Olsenella es un género de bacterias grampositivas de la familia Atopobiaceae. Fue descrito en el año 2001. Su etimología hace referencia al microbiólogo noruego Ingar Olsen. Son bacterias anaerobias e inmóviles. Catalasa y oxidasa negativas. Son mesófilas, y algunas especies se han aislado de muestras humanas, algunas relacionadas con infecciones como periodontitis, y en otros casos de heces. También se ha aislado de heces de animales.

## Taxonomía
Actualmente existen 8 especies descritas:
- Olsenella intestinalis
- Olsenella massiliensis
- Olsenella phocaeensis
- Olsenella porci
- Olsenella profusa
- Olsenella uli
- Olsenella umbonata
- Olsenella urininfantis